# 渤海船舶重工
渤海船舶重工有限责任公司（渤船重工；原名渤海造船厂），位於中國遼寧葫蘆島市龍港區，隶属于中国船舶重工集团公司，為中國最大的造船廠之一。

## 历史
造船廠成立於1954年，起初主要為為中國市場建造船舶，其後於1990年代取得國際標準化組織的ISO 9000標準後擴展到國際市場。渤海船舶重工既生產民用船舶，也生產軍用船舶。它在中國的潛艇計劃中發揮了特別重要的作用，早期以生產一般潛艇為主，其後轉為主要生產核潛艇，為中国第一艘核潜艇的誕生地，现在是中国唯一的核潜艇总装厂。其拥有中国最大的七跨式室内造船台、两个30万吨级船坞、15万吨级半坞式船台、5万吨级可逆双台阶注水式干船坞，年造船能力可达400万载重吨。1994年获准对外开放，1996年获自营进出口经营权。

## 外部連接
- Bohai Shipbuilding Heavy Industry website